# De Ankh
De Ankh was een kwartaalblad dat werd uitgegeven tussen de jaren 1957 en 1959, met als ondertitel "Onafhankelijk Maçonniek Tijdschrift". Het bood een inzicht in de maçonnieke wereld van die tijd en streefde naar een verdieping van kennis over de eeuwenoude mysteries van de vrijmetselarij.

## Achtergrond en inhoud
Het tijdschrift, opgericht door het echtpaar Vermeulen-Kool uit Bilthoven, had als doel te voorzien in de behoefte aan een meer esoterisch georiënteerde studie, zowel binnen de maçonnieke gemeenschap als daarbuiten. Het kan gezien worden als een opvolger van het maandblad Pluto (1953-1956), dat ook werd geredigeerd door W.J. Vermeulen-Kool.
De Ankh bevatte een verscheidenheid aan onderwerpen, waaronder rituaalstudie, tarot, kabbala en inwijding. De artikelen waren geschreven door verschillende auteurs, en waren informatief, zij het soms met een zekere mate van mysterie eromheen.

## Steun en samenwerking
Het tijdschrift genoot steun en medewerking van verschillende maçonnieke obediënties, zoals het Grootoosten der Nederlanden en Le Droit Humain. Het werd echter uitgegeven los van elke Grootmacht.

## Bekendheid en bereik
Er is weinig bekend over de lezersgroep van het tijdschrift en het is onduidelijk hoe groot het bereik ervan was. Hoewel De Ankh mogelijk niet de massale lezersgroep bereikte die het wellicht verdiende, blijft het een waardevolle bron voor diegenen die geïnteresseerd zijn in de verborgen lagen van de maçonnieke traditie. De nog steeds verkrijgbare exemplaren bieden een fascinerend inzicht in een tijdperk waarin de vrijmetselarij zich na de Tweede Wereldoorlog opnieuw aan het definiëren was.